# Sodomka DR 6
Sodomka DR 6 je model autobusového přívěsu, který za druhé světové války vyráběla firma Sodomka (pozdější Karosa) ve Vysokém Mýtě.

## Konstrukce
Sodomka DR 6 je dvounápravový autobusový vlečný vůz (přívěs). Samonosná karoserie byla z exteriéru oplechována. Kostra karoserie byla vyrobena z lisovaných ocelových profilů. Ty byly pokryty ocelovými výlisky. Dřevěnými deskami byly vytvořeny stěny a strop vozu. Vstup do přívěsu zajišťovaly jedny dvoukřídlé skládací, manuálně ovládané dveře v pravé bočnici, nacházející se přibližně uprostřed délky vozu. Čalouněné sedačky v interiéru byly uspořádány podélně. Zadní náprava byla vybavena dvojmontáží (čtyři kola), přední byla klasická řiditelná.

## Výroba a provoz
Vlečné vozy typu DR 6 byly vyráběny v roce 1943. Typové označení je zkratkou pro „Deutsche Reichsbahn“ („Německé říšské dráhy“), což je dopravce, pro kterého byl tento model přívěsu zkonstruován. (Číslice potom označuje počet kol.) Na území dnešního Česka byly tyto vleky v provozu např. v Plzni nebo ve Zlíně, kde byly zapřaženy za trolejbusy švýcarské výroby FBW-BBC.